# Viceboss
Un viceboss, detto anche sottocapo, in ambito criminale e specialmente mafioso, è il sostituto di un capo dell'intera famiglia.
Il ruolo del vice può somigliare a quello di un intermediario, che rappresenta tutti i capidecina, ma è molto spesso associato anche al comando di un'operazione che non richiede l'intervento diretto del boss. Il vice, in assenza del boss, diviene automaticamente il reggente dell'intera cosca.